# W18 (silnik)

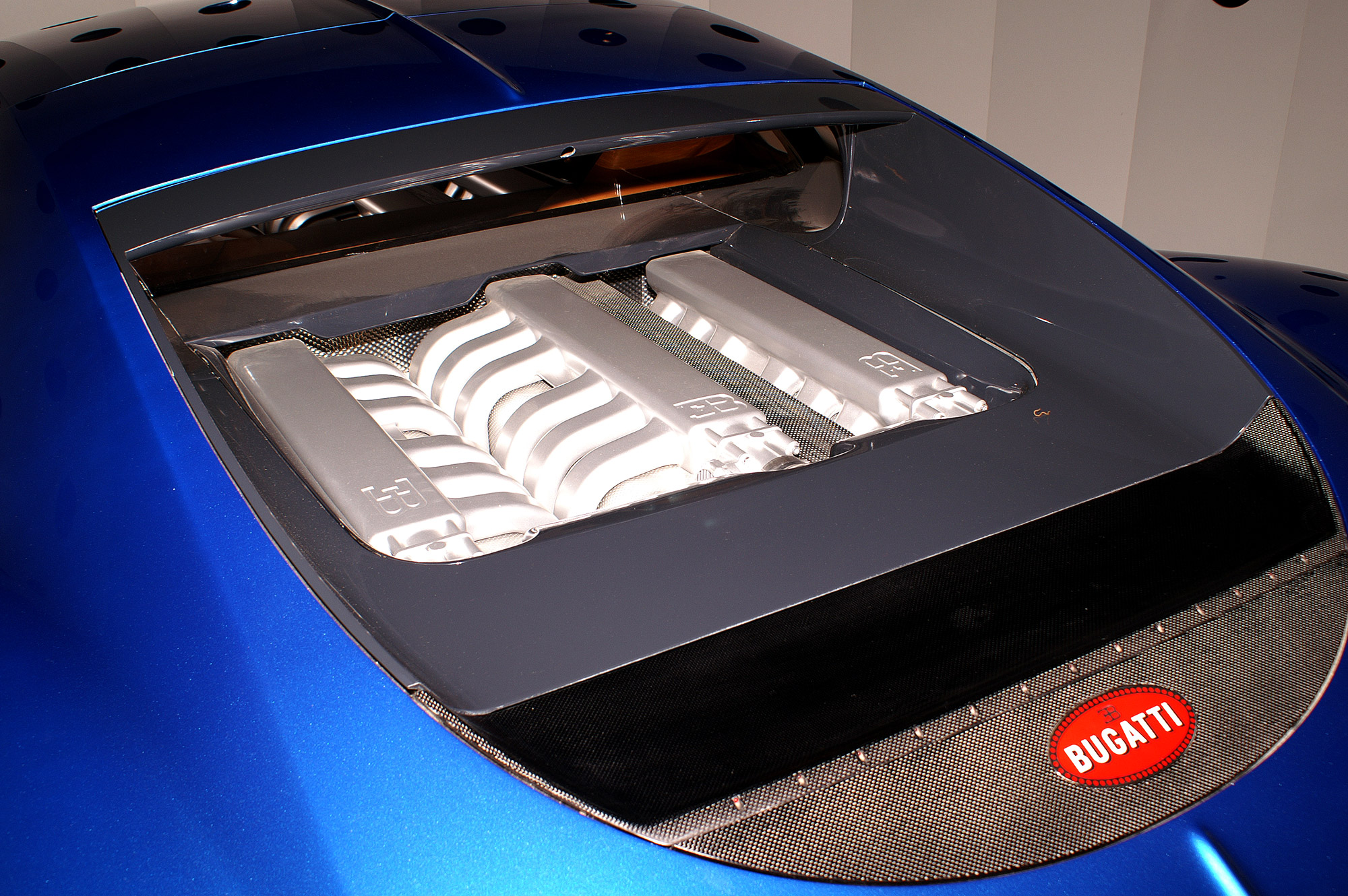
Silnik Bugatti 18/3 Chirona

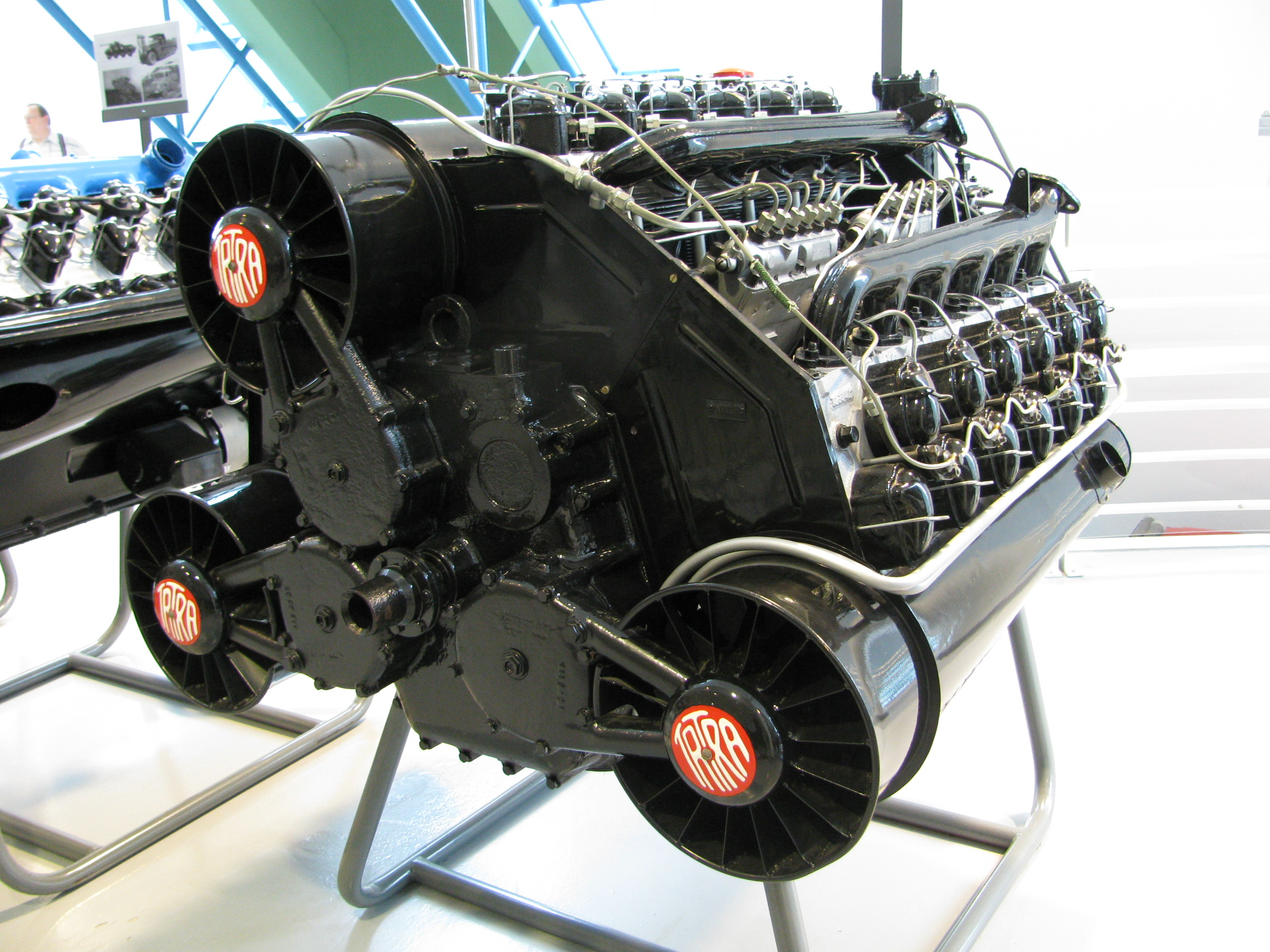
Silnik Tatra T955

W18 – oznaczenie silnika widlastego o układzie typu W składającego się z 18 cylindrów. W każdym rzędzie jest 6 cylindrów. Najczęściej kąt zawarty pomiędzy rzędami cylindrów wynosi 60°. Zastosowanie ma w 3 samochodach koncepcyjnych Bugatti, są to następujące modele: Bugatti EB118, Bugatti EB218, Bugatti 18/3 Chiron i we włoskim pojeździe Savoia-Marchetti S.55. Silnik powstał w latach 20. XX w i nosił nazwę Tatra T955. Współczesna konstrukcja jednostki została zaprojektowana i stworzona przez Volkswagena w latach 90. XX w. Używany jest do segmentów G i F. 